# 錦坪駅
錦坪駅（クムピョンえき、朝: 금평역）は、朝鮮民主主義人民共和国の平安南道成川郡にある、朝鮮民主主義人民共和国鉄道省が管轄する鉄道駅である。

## 隣の駅
鉄道省
平徳線
新成川駅 - 錦坪駅 - 院倉駅